# Квам, Рагнар
Рагнар Квам-младший (норв. Ragnar Kvam jr.) — норвежский журналист и писатель.
После окончания Университета Осло получил степень по истории, и поступил работать международным обозревателем в газету «Дагбладет». Опубликовал несколько книг в 1970-е годы, посвящённых экономическим и демографическим проблемам Европейского экономического сообщества и Норвегии. В 1987 году предпринял кругосветное путешествие, которое продолжалось до 1997 года, выпустил по его результатам несколько книг и три фильма. Последний этап путешествия осуществил вместе с супругой — журналисткой Сидсель Волд (1959 года рождения), от которой имеет сына.
После возвращения из кругосветного путешествия обратился к биографическому жанру. В 1997 году выпустил подробную биографию Ялмара Йохансена — «Третий человек», в которой на основе его личных писем и дневников показал, что его вклад в полярные исследования по крайней мере не уступает Нансену и Амундсену, под началом которых он служил. В следующей книге «Наказание» Квам описал биографию брата композитора Оле Булля — художника Кнуда Булля, которого обвинили в Великобритании в изготовлении фальшивых денег и приговорили к высылке в Австралию. В книге 2000 года «Большая четвёрка» он сравнивал великих полярников — Нансена, Амундсена, Скотта и Шеклтона.
С 2005 года публикуется его подробная биография Тура Хейердала в трёх томах, основанная на источниках, впервые вводимых в научный оборот. Она была закончена в 2013 году, все три тома к 2016 году были переведены на русский язык. Прочие труды Квама пока не переводились.

## Труды
- Den billige arbeidskraften. Fremmedarbeidere i Norge og EEC — Pax 1971.
- DNA mot splittelse. Da venstrefløyen ble ekskludert og SF stiftet — Cappelen 1973
- De farlige jobbene (Medforfatter Fritz Nilsen) — Pax 1975
- Oppbrudd. Beretningen om en lang sjøreise med Northern Quest — Scanbok 1990
- Havet har meg nå — Scanbok 1992
- Jakten — (Medforfatter Ola Thune) — Gyldendal 1993
- En sjøreise til Sibir — Gyldendal 1996
- Den tredje mann. Beretningen om Hjalmar Johansen — Gyldendal 1997
- Straffen — Gyldendal 1999
- De fire store — Gyldendal 2000
- I hodet på en seiler — Gyldendal 2001
- Thor Heyerdahl .Mannen og havet. Bind I. — (2005)
- Thor Heyerdahl. Mannen og verden Bind II — (2008)
- Intet er så rommelig som havet Illustrert av Didrik Hvoslef-Eide (2009)
- Thor Heyerdahl. Mannen og mytene Bind III — (2013)

## На русском языке
- Рагнар, Квам мл. Тур Хейердал. Биография. Книга I. Человек и океан = Thor Heyerdahl. Mannen og Havet. — М.: Весь Мир, 2008. — 464 с. — (Магия имени). — ISBN 978-5-7777-0381-1.
- Рагнар, Квам мл. Тур Хейердал. Биография. Книга II. Человек и мир = Thor Heyerdahl. Mannen og verden. — М.: Весь Мир, 2011. — 384 с. — (Магия имени). — ISBN 978-5-7777-0488-7.
- Рагнар, Квам мл. Тур Хейердал. Биография. Книга III. Человек и мифы = Thor Heyerdahl. Mannen og mytene. — М.: Весь Мир, 2016. — 392 с. — (Магия имени). — ISBN 978-5-7777-0628-7.